# Prix Henri-Ballière
Le prix Henri-Ballière est une course hippique de trot monté se déroulant au mois de mai sur l'hippodrome de Caen.
C'est une course de Groupe II réservée aux poulains de 4 ans, hongres exclus, ayant gagné au moins 25 000 € (conditions en 2025).
Elle se court sur la distance de 2 450 mètres, départ volté, pour une allocation qui s'élève à 120 000 €, dont 54 000 € pour le vainqueur.
Créée en 1979 et prenant dans le calendrier la place du prix Guillaume-le-Conquérant,, l'épreuve honore la mémoire d'Henri Ballière, mort en 1975, propriétaire et éleveur de trotteurs, issu d'une famille pionnière du trot, président de la Société des courses de Cabourg et créateur, avec Guy Deloison, du centre d'entraînement de Grosbois.

## Palmarès
| Année | Vainqueur          | Jockey                   |
| ----- | ------------------ | ------------------------ |
| 2025  | Little Orélie      | Mathieu Mottier          |
| 2024  | Kelly de Banville  | Paul-Philippe Ploquin    |
| 2023  | Jean Balthazar     | Yoann Lebourgeois        |
| 2022  | Inès des Rioults   | Florian Desmigneux       |
| 2021  | Héros de Fleur     | Yoann Lebourgeois        |
| 2020  | Guide Moi Forgan   | Christopher Corbineau    |
| 2019  | Fado du Chêne      | Paul-Philippe Ploquin    |
| 2018  | El Diablo d'Aut    | Anthony Barrier          |
| 2017  | Dragon du Fresne   | Matthieu Abrivard        |
| 2016  | Chancelière Citrus | Alexandre Abrivard       |
| 2015  | Best of Jets       | François Lagadeuc        |
| 2014  | Airport            | Éric Raffin              |
| 2013  | Viking du Buisson  | Nathalie Henry           |
| 2012  | Une Milady         | Pierre-Yves Verva        |
| 2011  | Texas Charm        | Julien Dubois            |
| 2010  | Surabaya Jiel      | Matthieu Abrivard        |
| 2009  | Romance de Ruel    | Amélie Morisse           |
| 2008  | Quita d'Éronville  | Julien Raffestin         |
| 2007  | Pop Star           | Yoann Lebourgeois        |
| 2006  | Onward du Clos     | Matthieu Abrivard        |
| 2005  | Nobilis Jiel       | Michel Lenoir            |
| 2004  | Migraine           | Nathalie Henry           |
| 2003  | Latinus            | Jean-Loïc-Claude Dersoir |
| 2002  | King du Perthois   | Jean-Loïc-Claude Dersoir |
| 2001  | Jerka de Janeiro   | Jean-Francois Senet      |
| 2000  | Ivoire de Grammont | Jean-Philippe Mary       |
| 1999  | Holly du Locton    | Jean-Paul Piton          |
| 1998  | Gai Brillant       | Jean-Philippe Mary       |
| 1997  | Fac Simile         | Jean-Loïc-Claude Dersoir |
| 1996  | Espoir d'Angis     | Jean-Marc Barbier        |
| 1995  | Dandy Chouan       | Laurent-Claude Abrivard  |
| 1994  | Challenger de Mye  | Laurent-Claude Abrivard  |
| 1993  | Blue Dream         | Jean-Philippe Mary       |
| 1992  | A Novo             | Pascal-André Geslin      |
| 1991  | Volcan des Rotours | Alain Laurent            |
| 1990  | Uranus de Tillard  | Jean-Pierre Thomain      |
| 1989  | Tarif du Bois      | Daniel Béthouart         |
| 1988  | Speed Clayettois   | Yves Dreux               |
| 1987  | Rêve d'Udon        | Jean-Claude Hallais      |
| 1986  | Quick Gédé         | Jean-Claude Hallais      |
| 1985  | Pink Star          | Jean-Claude Hallais      |
| 1984  | Olympien de Fo     | Michel-Marcel Gougeon    |
| 1983  | Noukopulco         | Philippe Békaert         |
| 1982  | Mousko             | Hervé David              |
| 1981  | Lipizzan           | Alain Laurent            |
| 1980  | Kandéor            | Philippe Gillot          |
| 1979  | Jaguar du Corta    | Michel Lenoir            |